# Dolistenus savii
Dolistenus savii är en mångfotingart som beskrevs av Fanzago 1874. Dolistenus savii ingår i släktet Dolistenus och familjen Andrognathidae. Inga underarter finns listade i Catalogue of Life.